# デュルヴィル海

南極の地図。右下にデュモン・デュルヴィル海の名前がみえる

デュルヴィル海 (D'Urville Sea) またはデュモン＝デュルヴィル海 (Dumont-d'Urville Sea) は、南氷洋の海域で、東南極のアデリーランドの北方を指す。フランスの探検家で士官のジュール・デュモン・デュルヴィルにちなみ命名された。